# Erdweg
Erdweg este o comună aflată în districtul Dachau, landul Bavaria, Germania.